# Njemačka upravna područja
U njemačkoj ima 22 upravna područja (njem. Regierungsbezirk).
U ovim njemačkim pokrajinama ima upravna područja:
- Baden-Württemberg – 4 područja: Freiburg, Karlsruhe, Stuttgart, Tübingen.
- Bavarska – 7 područja: Gornja Bavarska, Donja Bavarska, Oberfranken, Mittelfranken, Unterfranken, Oberpfalz, Schwaben.
- Hessen – 3 područja: Darmstadt, Gießen, Kassel.
- Sjeverna Rajna-Vestfalija – 5 područja: Arnsberg, Detmold, Düsseldorf, Köln, Münster.
- Saska – 3 područja: Chemnitz, Dresden, Leipzig.

U ovim pokrajinama više nema područja:
- Porajnje-Falačka (1999)
- Saska-Anhalt (2003)
- Donja Saska (2004)